# Knochenmühle (Mühlhofe)

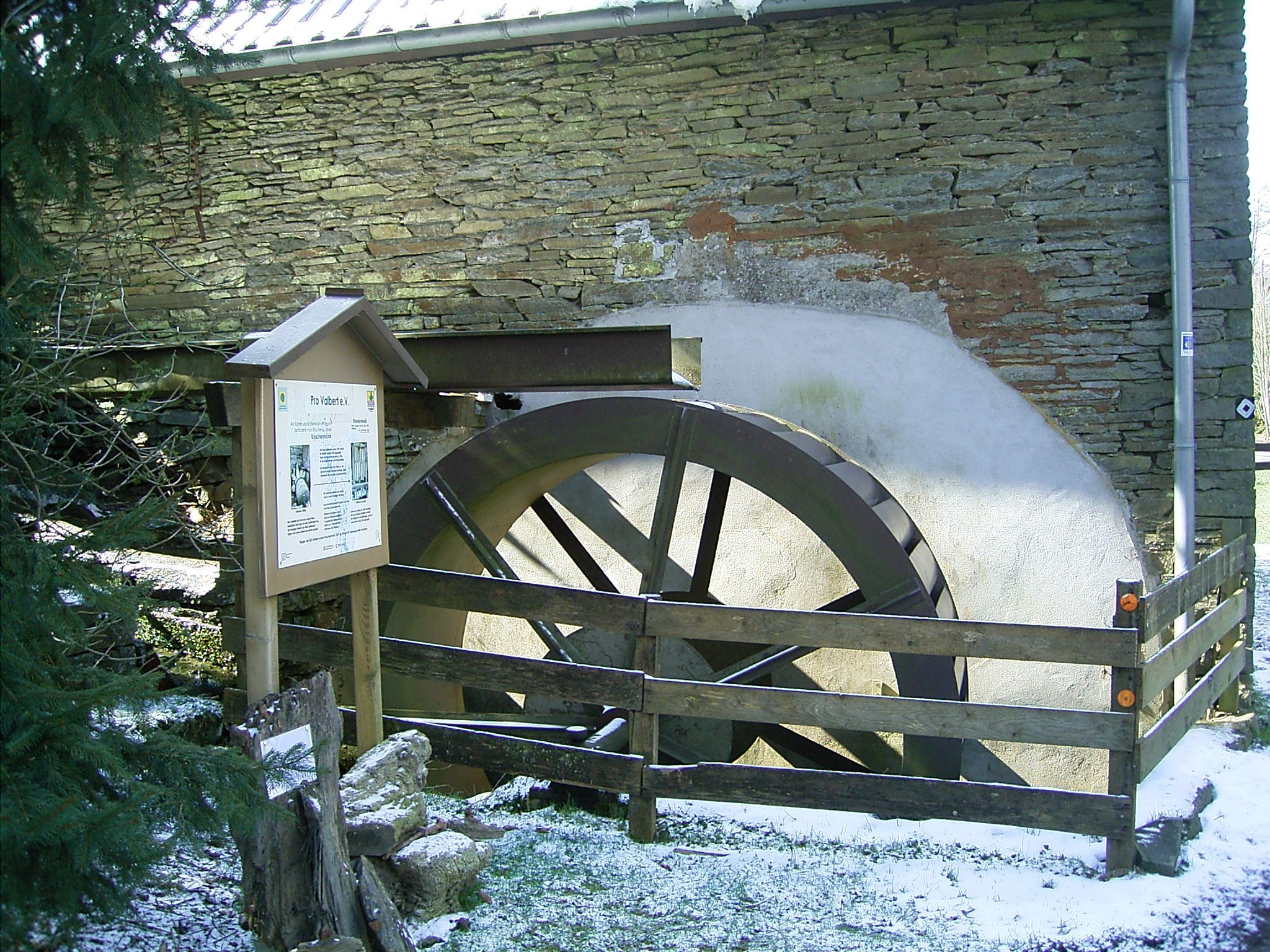
Wasserrad der Mühle

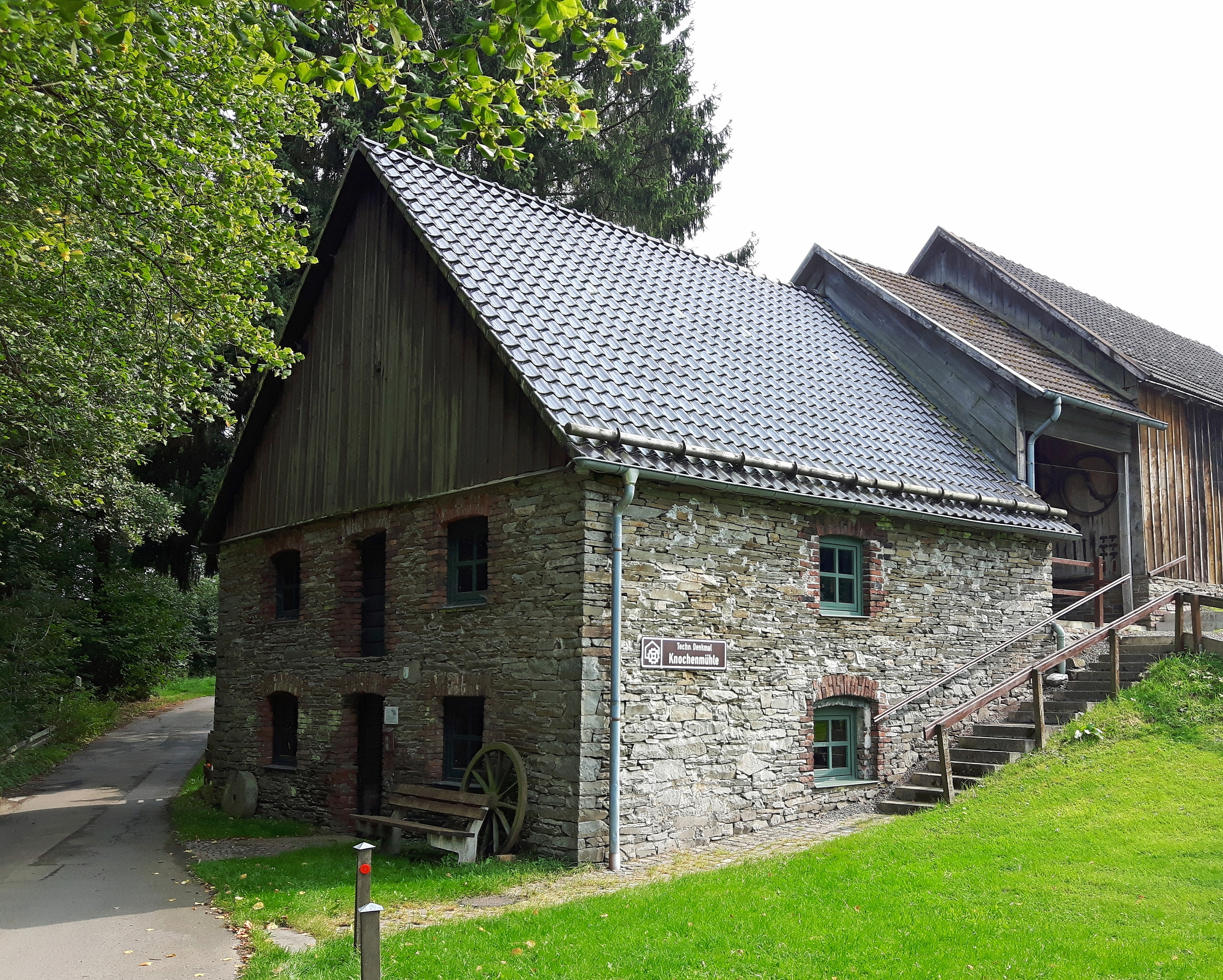
Knochenmühle

Die Knochenmühle ist eine ehemals zur Herstellung von Knochenmehl genutzte Wassermühle im Meinerzhagener Ortsteil Mühlhofe. Das Gebäude stammt aus dem Jahr 1837 oder 1849. Errichtet wurde die Mühle von Gottfried Stamm, der von umliegenden Schlachtbetrieben und Metzgereien Knochen aufkaufte, um sie zu Knochenmehl zu verarbeiten, das dann als Dünger verkauft werden konnte. Zur Mühle gehört daher ein Stampfwerk aus Holz, das über ein Mühlrad angetrieben wurde. Gespeist wurde die Mühle von der in der Nähe verlaufenden Ihne, die abgezweigt und zu einem Mühlbach aufgestaut wurde. Seit 1939 war es verboten, Tiermehl herzustellen, weshalb die Mühle fünf Jahre später aufgegeben wurde. Im März 1986 ist das Gebäude in die Liste der Baudenkmäler in Meinerzhagen aufgenommen worden. Es wurde anschließend umfassend saniert. 